# Агентство з нерухомості
Агентство чи агенція з нерухомості — це спеціалізована комерційна організація, яка здійснює посередницькі послуги між продавцем і кінцевим покупцем на ринку нерухомості. З метою максимізації прибутку деякі агентства займаються інвестуванням на первинному ринку нерухомості.
Сучасні агентства надають широкий набір послуг: від специфічно-конкретних до повного супроводу клієнта. Доходом найчастіше буває відсоток від угоди, що супроводжується.

## Історія розвитку
США можна вважати батьківщиною перших агентств нерухомості.
- 1794 — в Нью-Йорку з'явилось перше агентство нерухомості Cruikshank Company. Його заснував Вільям Крукшенк (William Cruikshahk). Тоді не було жодних перешкод, щоб стати брокером з нерухомості.
- 1800 — уряд США почав продавати приєднані землі. Тоді бізнес брокерів з нерухомості почав активно розвиватися.
- 1855 — Baird & Warner (Беірд і Варнер) засновують фірму, яка донині залишається найстарішим агентством нерухомості в США.
- 1887 — після зборів агентів в Сан-Дієґо з'явилося поняття MLS (мультилістингової системи), яка надає можливість швидкого обміну інформацією лише між операторами ринку нерухомості, що відображає взаємодію між даними суб'єктами і не нав'язує їм правил роботи.
- 1907 — на зустрічі семи колегій нерухомості Середнього Заходу в місті Дулут, штат Міннесота, створено Національну Асоціацію Ріелторів (НАР).
- 1916 — Національна Асоціація брокерів з нерухомості запускає термін «ріелтор» (realtor).
- 1917 — в Каліфорнії прийнято перший закон про ліцензування ріелторів.
- 1922 — закони про ліцензування ріелторів прийняті в 14 штатах.
- 1934 — National Housing Act створює FHA (Federal Housing Association) — Федеральну Асоціацію Житла. Іпотека терміном на 30 років вперше стає доступною для населення.
- 1938 — Федеральним урядом США заснована The Federal National Mortgage Association, нині відома як Фенні Мей (Fannie Mae).
- 1970 — Конгрес схвалив створення іпотечного агентства Freddie Mac, зі штаб-квартирою в Макліні, Вірджинія, а також вторинного ринку іпотеки.
- 1974 — підписаний і набув чинності Закон про розрахункові процедури в сфері нерухомості Real Estate Settlement Procedure Act (RESPA). Тепер усі угоди закриваються за єдиним стандартом, з повним описом всіх платежів і витрат, які мають відношення до купівлі-продажу та фінансуванню нерухомості.
- 1995 — стартувала перша інтернет-дошка оголошень Craigslist.
- Початок 2000-х — запуск системи обміну даними в Інтернеті — IDX, що дозволяє всім брокерам-учасникам публікувати на своїх вебсайтах усі лістинги власною МЛС.
- 2001 — після подій 11 вересня НАР за 48 годин організовує особливий фонд — Housing Relief Found, який зібрав понад $8 млн на будівництво житла для сімей жертв трагедії.

## Історія розвитку в країнах пострадянського простору

### Російська імперія
Перші агентства нерухомості стали з'являтися в другій половині XIX століття. В епоху бурхливого розвитку капіталізму і становлення підприємництва в Російській імперії інвестиції в бізнес, пов'язаний з нерухомим майном, вважалися найбільш вигідними. Комісійні контори, які виконували посередницьку функцію у торговельній діяльності, почали пропонувати свої послуги і в сфері нерухомості.
Так з'явилися перші агентства нерухомості. Послуги з пошуку варіантів нерухомості для придбання, а також з підбору покупців і орендарів були одними з найбільш ранніх видів діяльності в державах, політичний устрій яких передбачав існування підприємницької діяльності та ринку нерухомості.

### СРСР
У той час, як ринкові відносини в країнах Європи та Америки продовжували розвиватися, в СРСР уряд не був прихильником підприємницької діяльності громадян. В результаті цього в СРСР існували лише підпільні агенти з нерухомості, які не могли законно об'єднуватися в агентства і здійснювати діяльність.
Додатковою перешкодою на шляху розвитку зазначеного виду підприємницької діяльності став специфічний статус квартир у містах СРСР, які не могли перебувати у приватній власності. Придбати можна було тільки приватний будинок.

### Україна
Подальший розвиток галузь отримала після здобуття незалежності країнами колишнього комуністичного табору. 6 липня 1992 року набув чинності закон «Про приватизацію державного житлового фонду», а вже в серпні цього ж року зареєстровані перші угоди з купівлі — продажу квартир.
Кмітливість та спритність деяких людей привела до того, що вони почали збирати оголошення про продаж квартир на вулицях та в газетах і формувати так звані бази, які потім продавались тим, хто хотів придбати житло. Цей вид діяльності став початком кар'єри ріелторів.
У середині 90-х років особи, яких вже сьогодні можна назвати ріелторами, почали систематизувати інформацію, отриману з оголошень. Вони стали не просто продавати бази, а й допомагати клієнтам вибирати відповідне житло. Тобто ріелтори обдзвонювали власників квартир, з'ясовували всі подробиці, а потім надавали інформацію своїм клієнтам.

## Види послуг
Досить рідко агентства нерухомості спеціалізуються лише на окремих сегментах ринку, наприклад, продажу офісів або оренді квартир. Загалом, сучасні агентства нерухомості надають широкий спектр послуг у сфері нерухомості в різних сферах, зокрема:
- Купівля-продаж, оренда нерухомості.
- Пошук продавців/покупців.
- Юридичний супровід угоди.
- Реєстрація або оформлення об'єкта в державних чи інших органах.
- Консультації з питань укладення угод з нерухомістю.
- Сприяння в отриманні кредитів.
- Узаконення змін в об'єкти нерухомості.
- Незалежна експертна оцінка всіх видів нерухомості, консультації з визначення вартості об'єктів (будинок, котедж, квартира, земельна ділянка, будівля, приміщення, офіс)
- Проведення комплексу рекламних заходів щодо просування об'єкта.
- Консультації з вибору страхової компанії та питань страхування нерухомості (квартири, будинку, котеджу, будівлі).
- Підготовка, отримання і реєстрація повного пакету документів для всіх видів операцій з нерухомістю.

## Правове регулювання діяльності агентств нерухомості в різних країнах
У всьому світі на законодавчому рівні по-різному регулюють роботу агентств нерухомості та ріелторів. У країнах пострадянського простору немає особливих вимог до фахівців на ринку нерухомості. Займатися ріелторською діяльністю може кожен.
Що стосується інших країн то, наприклад, у країнах Бенілюксу цей вид діяльності є ліцензійним. Для того щоб стати агентом і працювати в сфері нерухомості необхідно пройти навчання, яке триває три роки. Після здобуття знань агент зобов'язаний вступити до спільноти і отримати номер. Надалі цей номер ріелтор використовує при укладенні ним договорів. Зовсім протилежна ситуація в Іспанії. У законодавстві цієї країни поняття ріелтор не існує. Тим не менш, в країні ринок ріелторських послуг активно працює і розвивається.
У США бізнес з нерухомості найрозвиненіший в світі. Для того, щоб стати агентом, потрібно пройти курси ріелторської майстерності та здати іспит. Після чого отримати ліцензію. Без неї операції на ринку нерухомості в США неможливі. За діяльністю всіх агентств нерухомості і ріелторів стежить Національна Асоціація ріелторів (НАР) — найбільша професійна організація в Сполучених Штатах.

## Види діяльності в агентствах нерухомості
В агентствах нерухомості фахівців прийнято називати ріелтор, агент, брокер, маклер, посередник. Це не слова синоніми, по сфері діяльності вони схожі, але у кожного є своє індивідуальне значення.
- Ріелтор — індивідуальний підприємець або юридична особа, яка професійно займається посередницькою діяльністю при укладанні угод купівлі-продажу, оренди комерційної та житлової нерухомості шляхом зведення партнерів по угоді та отримання комісійних.
- Маклер — торговий посередник. Як правило, професійно займається посередництвом при купівлі та продажу товарів, цінних паперів, послуг, страхуванні, сприяє висновку угод купівлі-продажу шляхом зведення партнерів. У СРСР в основному були відомі квартирні маклери. У час становлення капіталізму більшість з них почали займатися нерухомістю.
- Брокер — юридична або фізична особа, яка виконує посередницькі функції між продавцем і покупцем. Також координує роботу ріелторів в агентстві нерухомості.[3]

## Шахрайство на ринку житла
На ринку нерухомості, як і в інших сферах бізнесу, процвітає шахрайство, а також недобросовісна робота ріелторів та агентств нерухомості, які використовують та привласнюють чужі оголошення, вводять в оману клієнтів, поширюючи неправдиву інформацію.
На противагу тіньовим схемам існують онлайн-ресурси, які ведуть боротьбу з цим видом шахрайства, неправдивою інформацією. Зокрема деякі портали пошуку нерухомості публікують незалежні рейтинги агентств, обмінюються «чорними списками», а також публікують матеріали, в котрих викривають шахраїв.
Найпоширенішими видами афер в сфері нерухомості є продаж або оренда чужого житла.
Цей вид шахрайства стосується операцій з нерухомістю, яка належить іншим особам. Найчастіше це:
- Оренда з подальшим продажем.
- Продаж об'єкта за допомогою дублікатів документів.
- Продаж неприватизованих квартир.
- Інсценування смерті власника або укладення сфальсифікованого заповіту.

- Багаторазовий продаж або оренда

Аферист продає або здає один об'єкт одночасно кільком особам, отримуючи з усіх гроші. Часто власник нерухомості вступає в злочинну змову з шахраями і надалі грає роль потерпілого. Розрізняють два основних види шахрайства з «багаторазового» продажу:
- Операції на ринку новобудов. Аферисти пропонують внести кошти за житло ще до того, як будинок поставлений на облік в реєструючих і експлуатаційних організаціях.
- Багаторазовий продаж на «вторинному» ринку.

- Угоди з незаконно придбаним житлом.

Зловмисники пропонують об'єкти, отримані у власність насильницькими діями проти колишніх власників.
- Угоди з юридично проблемною нерухомістю.

Під терміном «проблемні» маються на увазі об'єкти, які мають юридичні заборони.
- Псевдо оформлення угод, псевдо доручення.

У цьому випадку для оформлення угоди шахраї користуються підробленими печатками та підставними нотаріусами.
- Отримання авансів.

Покупець дає псевдо власнику недорогої квартири аванс, а продавець надалі зникає.